# Pinguini Tattici Nucleari
Pinguini Tattici Nucleari este o formație italiană de muzică pop.